# 社棠镇
社棠镇，是中华人民共和国甘肃省天水市麦积区下辖的一个乡镇级行政单位。

## 行政区划
社棠镇下辖以下地区：
槐荫社区、向阳社区、社棠社区、咀头村、半山村、税柳村、东山村、郭坪村、下曲村、柏林村、石岭村、李家渠村、社棠村、绵诸村、俊林村、步沟村、白庄村、槐荫村、刘尧村和向阳村。